# Косатухіно
Косатухіно (рос. Косатухино) — селище Багратіоновського району, Калінінградської області Росії. Входить до складу Погранічного сільського поселення.
Населення — 2 особи (2015 рік).

## Географія
Селище розташоване за 28 км від районного центру — міста Багратіоновська, 19 км від обласного центру — міста Калінінграда та 1102 км від Москви.

## Історія
Мало назви Барзен до 1950, Золлеккен до 1950, Нижнє до 1992 року.

## Населення
За даними перепису 2010 року, у селі мешкало осіб, з них (%) чоловіків та (%) жінок. Згідно з переписом 2002 року, у селі мешкало 7 осіб, з них 3 чоловіків та 4 жінок.